# Votický tunel
Votický tunel je železniční tunel č. 506 na katastrálním území Srbice, část obce Votice, na železniční trati Praha – České Budějovice mezi stanicemi Olbramovice a Votice v km 117,500–118,090. Je nejdelším hloubeným železničním tunelem v České republice.

## Historie
V období od srpna 2009 do prosince 2013 byla provedena modernizace železniční trati v úseku Votice – Benešov u Prahy. Modernizace byla provedena v rámci optimalizace Čtvrtého tranzitního koridoru. V rámci projektu byla jednokolejná trať rozšířena na dvoukolejnou a traťová rychlost zvýšena až na 160 km/h. Součástí stavby byly rozsáhlé přeložky trati a dále výstavba tří nových železničních mostů, rekonstrukce a sanace 17 mostů, postavení dvou nových silničních mostů, pěti nových dvoukolejných tunelů atd.
Generální projektant byl SUDOP Praha, a. s., dodavatelem stavby Sdružení VoBen (složené z firem Eurovia CS, Subterra, a Viamont DSP). Geotechnický dozor a monitoring prováděla firma SG Geotechnika. Projektantem realizační dokumentace tunelu byla firma IKP Consulting Engineers s.r.o.
Stavba byla zahájena koncem roku 2009. Výstavbu tunelu provedla firma Hochtief. Dne 25. listopadu 2011 projel tunelem první vlak, kterým byl Os 8272. Zprovoznění tunelů bylo provedeno v srpnu 2012.

## Geologie
Tunely Olbramovický, Votický, Tomický I a II se nachází v Jihočeské vysočině, geomorfologické soustavě tvořené paleozoickými, hlubinnými a žilnými vyvřelinami. Z horninových typů jsou zastoupeny převážně drobnozrnné žilnaté granity a aplity a v části území porfyrické, středně zrnité, amfibol-biotitické žuly typu Čertova břemene a porfyrické, středně zrnité biotitické žuly s amfibolitem sedlčanského typu. Hloubení probíhalo v navětralých granitických horninách, které byly nepravidelně a všestranně rozpukané. Tunel nebyl ražen z důvodů nízkého nadloží (do devíti metrů).
Tunel se nachází ve svahu vrchu Kopanina (592 m n. m.) v nadmořské výšce 480 m a je dlouhý 590 m.

## Popis
Dvoukolejný tunel byl postaven pro železniční trať Praha – České Budějovice mezi stanicemi Olbramovice a Votice. Byl hlouben v roce 2011 ve směrovém oblouku o poloměru 1200 m. Nachází se asi 100 m od Olbramovického tunelu.
Během výstavby tunelu došlo k několika změnám v projektování. Například došlo k snížení výškové úrovně trasy, což znamenalo prohloubení zářezu asi o jeden metr. Projekt počítal s využitím boků stavební jámy jako tuhé opory klenbové konstrukce ostění tunelu. V zářezu byly navrženy v první etáži boky jámy svislé do výšky  4,5 m a další ve strmějších poměrech. Při vlastní realizaci docházelo k vypadávání kamenných bloků ve tvaru klínů. Novým geologický průzkumem bylo zjištěno, že hornina je daleko více nestabilní a vyžaduje změnu v projektové dokumentaci.
V dubnu 2010 byly práce zastaveny. Ze dvou variant řešení byla vyzkoušena varianta s kotvením svahů kotvami délky 6 m a rychlotuhnoucí tmel, kdy kotva mohla být aktivována už po 24 až 30 hodinách. Kotvy byly umístěny v rastru 2,5 × 2,5 m v šachovnicovém uspořádání a svah byl ještě zajištěn vysokopevnostní sítí, která měla zachytit vypadající horninu. Nová varianta byla odzkoušena na třicetimetrovém zkušebním úseku. Po ověření a schválení metody pokračovaly stavební práce na osazení drenáže a stavbě betonových patek. Následovala montáž samonosné klenbové výztuže a betonáž pomocí oboustranné těžké tunelové formy (bednicího vozu). Votický tunel má 59 bloků o délce 10 m s prutovou výztuží o celkové hmotnosti 18 t/blok. Hloubený tunel je proveden z betonu C25/30 XC2, XF1, který je odolný proti průsakům vody. V zimním období po provedení odbednění byl použit klimatizační vůz.
Pro omezení trhacích prací, které pravděpodobně zhoršovaly stabilitu horniny, byla také použita skalní fréza Vermeer T1255 s motorem Caterpillar o výkonu 447 kW. Její využití bylo především v části výjezdového portálu a ve vyšších partiích stavební jámy.
Hloubicí jáma měla rozměry na délku 590 m, hloubku až 20 m a šířku v úrovni povrchu až 30 m. Odtěženo bylo 150 000 m³ horniny. Vytěžená nadbytečná hornina byla použita k výstavbě nového železničního náspu v Heřmaničkách. Tunel je klenbové konstrukce uložen na patkách, členěný na desetimetrové bloky s bezpečnostními výklenky po 20 m. Tloušťka ostění je 500 mm. Po zahrnutí tubusu je výška nadloží v rozmezí 2 až 8 m. Objem zásypu nyl 84 000 m³.
Mezi Olbramovickým a Votickým tunelem je umístěna zapanelovaná nástupní plocha pro jednotky IZS. Pod plochou je umístěna podzemní požární nádrž pro zavodnění suchovodů v tunelech.